# Basòfil

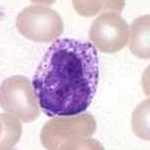
Basòfil granulòcit

El basòfil és un leucòcit granular amb nucli en forma de S o de V bilobulat en secció. Els basòfils representen menys d'un 1,5% dels leucòcits en sang, amb una concentració d'entre 0 a 200 per mm³ fent que siguin els leucòcits menys comuns de tots. Conté uns grànuls similars als del mastòcit, podent contenir cristalls. Són basòfils metacromàtics, apreciant-se atzuròfils al microscopi electrònic.
Tenen una activa participació en la resposta immunitària, a través de l'alliberació d'histamina, serotonina en baixes concentracions i altres substàncies químiques.
Tenen dos tipus de grànuls:
- Grànuls azuròfils: Contenen lisosomes, que al mateix temps aquests contenen hidrolases àcides.
- Grànuls específics o secundaris: Contenen histamina (vas dilatador), heparan sulfat (vas dilatador), heparina (anticoagulant) i leucotriens (fan contraure el múscul llis de les vies aèries).

## Funcions
- Receptors d'immunoglobulines en membrana.
- Allibera histamina i altres substàncies químiques que tenen un rol important en la inducció de mecanismes d'immunitat innata com ara la inflamació o l'anafilaxi.[3]

## Alteracions

### Basopènia
La basopènia es dona quan hi ha una concentració de basòfils per sota els valors de referència, se sol donar en:
- Algunes infeccions.
- Algunes endocrinopaties.
- Tractament prolongat d'heparina.

### Basofília
La basofília es dona quan hi ha una concentració de basòfils per sobre els valors de referència, se sol donar en:
- Algunes infeccions víriques.
- Algunes hemopaties.
- Asma
- Algunes endocrinopaties.